# Cien años de perdón
Cien años de perdón es una película española de suspenso y aventura dirigida por Daniel Calparsoro y escrita por Jorge Guerricaechevarría, producida por K&S Films. Se estrenó el 3 de marzo de 2016 en Argentina y el 4 de marzo de 2016 en España.

## Argumento
Un grupo de atracadores liderados por El Uruguayo se dispone a robar un banco en Valencia. Su cometido es hacerse con el mayor número de cajas de seguridad posibles y huir a través de un túnel excavado que comunica directamente el banco con una estación de metro abandonada. Pero el jefe de prensa de la Presidencia del Gobierno descubre el auténtico propósito de los ladrones: buscan la caja 314, donde Gonzalo Soriano, exmiembro del gobierno ahora en coma tras un grave accidente, depositó documentos con información comprometedora.
Los planes del Uruguayo y su banda se tuercen cuando una incesante lluvia inunda el túnel y los deja sin escapatoria y, a pesar de que el robo es un montaje de una facción del partido en el gobierno, el personal de seguridad del banco no ha recibido las instrucciones de dejarlos escapar.

## Reparto[1]
| Intérprete                        | Personaje                   |
| --------------------------------- | --------------------------- |
| Luis Tosar                        | El Gallego                  |
| Rodrigo de la Serna               | El Uruguayo                 |
| Raúl Arévalo                      | Ferrán                      |
| José Coronado                     | Mellizo                     |
| Joaquín Furriel                   | Loco                        |
| Patricia Vico                     | Sandra                      |
| Marian Álvarez                    | Cristina                    |
| Luciano Cáceres                   | Varela                      |
| Luis Callejo                      | Domingo                     |
| Nani Jiménez                      | Laura                       |
| Maria Molins                      | Marina                      |
| Miquel Fernández                  | Julio                       |
| Diego Starosta                    | Modesto                     |
| Pablo Pinto                       | Marco                       |
| Jaime Linares                     | José                        |
| Vicente Ayala                     | Ernesto                     |
| Joaquín Climent                   | El Puñetas                  |
| Alberto Arija                     | Mejino                      |
| Inma Sancho                       | Concha                      |
| José María Tena                   | Sanz                        |
| Vicente Genovés                   | Pablo                       |
| Fernando Cueto                    | Sergio                      |
| Begoña Caparrós Morales           | Matilde                     |
| Julio Marticorena                 | Pedro                       |
| Alfredo Villa                     | Jefe Fuerzas Especiales     |
| Wiso García                       | Guardia Civil               |
| Carles Francino                   | Locutor Radio               |
| Isabel Jiménez                    | Presentadora TV             |
| Gonçalo López                     | Vigilante Banco 1           |
| Sauce Ena                         | Rehén 1                     |
| Ricardo Castro Expósito           | Policía Sec. 100            |
| Santi López                       | Agente Equipo               |
| Benjamín González                 | Vigilante Banco 2           |
| Gervasio Usaj                     | Cliente                     |
| Jesús Berenguer                   | Taxista                     |
| Diego Domínguez                   | Policía Cámara Térmica 1    |
| Federico Díaz                     | Policía Cámara Térmica 2    |
| Yoska Lázaro                      | Falso Pizzero               |
| Felipe Cura                       | Falso Policía (G.C.)        |
| Aitor Miguens Tellería            | Agente Cuerpos Especiales 1 |
| Federico Sachs                    | Agente Cuerpos Especiales 2 |
| Javier Silva                      | Agente Cuerpos Especiales 3 |
| Christian Vera                    | Agente Cuerpos Especiales 4 |
| Gonzalo De Otaola Zamora          | Policía Lancha              |
| Aaron Navia                       | Periodista 1                |
| Fátima L. Méndez Montecino        | Periodista 2                |
| Maday Méndez                      | Periodista 3                |
| Carmen Domínguez Romero de la Osa | Periodista 4                |
| Chema Tena                        |                             |
| Yonay Hernandez                   |                             |

## Producción
Cien años de perdón es una producción de Morena Films, Vaca Films y Telecinco Cinema en coproducción con Telefónica Studios, Telefe, K&S Films (Argentina) y Mare Nostrum Productions (Francia). Cuenta con la participación de Movistar +, ICAA – Ministerio de Cultura, Eurimages e, Ibermedia. El rodaje se desarrolló a lo largo de 8 semanas en Buenos Aires, Gran Canaria y Valencia. 20th Century Fox distribuyó la película en España, Latinoamérica y Estados Unidos.

## Premios y nominaciones
31.ª edición de los Premios Goya
| Categoría              | Nominados                | Resultado |
| ---------------------- | ------------------------ | --------- |
| Mejor actor revelación | Rodrigo de la Serna      | Nominado  |
| Mejor guion original   | Jorge Guerricaechevarría | Nominado  |